# Piz Grisch (Ferrera)
Piz Grisch är en bergstopp i Schweiz.   Den ligger i regionen Viamala och kantonen Graubünden, i den östra delen av landet, 160 km öster om huvudstaden Bern. Toppen på Piz Grisch är 3 060 meter över havet, eller 701 meter över den omgivande terrängen. Bredden vid basen är 12,8 km.
Terrängen runt Piz Grisch är huvudsakligen bergig. Trakten runt Piz Grisch är nära nog obefolkad, med mindre än två invånare per kvadratkilometer.. Närmaste större samhälle är Thusis, 18,6 km norr om Piz Grisch. 
Trakten runt Piz Grisch består i huvudsak av gräsmarker.